# بنوك يمنية
| اقتصاد اليمن         |
| سياحة                |
| تعدين                |
| زراعة - سدود         |
| البنك المركزي اليمني |
| النفط                |
| قائمة مطارات اليمن   |
| الضرائب              |
| مواضيع يمنية         |
| ثقافة - جغرافيا      |
| تاريخ - مجتمع        |

يعتبر القطاع المصرفي أحد أعمدة الاقتصاد اليمني متمثلاً بعدد من البنوك المحلية

## مصارف اليمن
- مصرف التضامن الإسلامي الدولي

العنوان:فرع صنعاء- شارع الزبيري
الموقع الإلكتروني: tiib.com 
- يونايتد مصرف

الموقع الإلكتروني: www.ubl.com.pk
- مصرف اليمن والخليج

العنوان:شارع الزبيري
الموقع الإلكتروني: www.yg-bank.com
- مصرف التسليف التعاوني الزراعي

الموقع الإلكتروني: www.cacbank.com.ye
- مصرف اليمن البحرين الشامل

الموقع الإلكتروني:
مصرف اليمن البحرين الشامل
- المصرف اليمني للإنشاء والتعمير

الموقع الإلكتروني:www.ybrd.com.ye
- مصرف قطر الوطني

الموقع الإلكتروني: www.qnb.com.qa
- المصرف المركزي اليمني

العنوان:التحرير
الموقع الإلكتروني: www.centralbank.gov.ye
- كاليون كريديت أجريكول ب.ت.إ

الموقع الإلكتروني: www.calyon.com
- المصرف العربي

العنوان:شارع الزبيري
الموقع الإلكتروني: www.arabbank.com
- مصرف الرافدين

الموقع الإلكتروني: www.rafidain-bank.org
- المصرف التجاري اليمني

العنوان:شارع الزبيري
الموقع الإلكتروني:www.ycb.com.ye
- مصرف اليمن والكويت

العنوان: شارع الزبيري
الموقع الإلكتروني:www.yk-bank.com
- مصرف اليمن الدولي

العنوان:شارع الزبيري
الموقع الإلكتروني: www.ibyemen.com
- مصرف الإسكان

- المصرف الأهلي اليمني

الموقع الإلكتروني: www.nbyemen.com
- المصرف الإسلامي اليمني للتمويل والاستثمار

الموقع الإلكتروني:http://www.iby-bank.com/
- مصرف التضامن الإسلامي الدولي

العنوان:شارع الزبيري صنعاء ـ مركز السعيد التجاري
الموقع الإلكتروني:
- مصرف سبأ الإسلامي

العنوان:شارع سيف بن ذي يزن
- بنك الكريمي

العنوان:شارع حدة
الموقع الإلكتروني: www.kuraimibank.com
- بنك القطيبي الإسلامي

العنوان:عدن - المنصورة - شارع التسعين
الموقع الإلكتروني: https://qtbbank.com